# Váraszó
Váraszó község Heves vármegye Pétervásárai járásában.

## Fekvése
Az Északi-középhegységben fekszik, a Tarna völgyében, annak egyik mellékágának két partján.
Kiterjedt külterületei révén viszonylag távol fekvő településekkel is közvetlenül határos, így északon Domaházával, északkeleten Tarnalelesszel, keleten Bükkszenterzsébettel, dél felől Pétervásárával, délnyugaton Erdőkövesddel, nyugat felől Istenmezejével, északnyugat felől pedig Zabarral.

### Megközelítése
Déli külterületei közt áthalad a 23-as főút is, de maga a község zsáktelepülés, csak közúton érhető el, Erdőkövesd felől, a 2305-ös útból kiágazó 23 113-as számú mellékúton.

## Története
A helységnév etimológiai megközelítésében egykoron erős vár állott Aszó völgyében, s ezek összetételéből adódott a név : VÁR az ASZÓ völgyében = VÁRASZÓ.
Egy másik történeti legenda szerint a község szélén álló őrhegy tetején mindig egy őr állott, aki figyelte a közelgő támadásokat. A másik hegyen álló ember várta a szót, amit meghallván ő továbbadott. Így adták egymásnak a hírt. Innen a név eredete: várja a szót és ennek egybeolvasztásával formálódott VÁR(ja) A SZÓ(t)
A „Heves megye műemlékei antológia” az alábbiak szerint ír Váraszóról:
Első okleveles említése 1280-1290 között történik Varaszo alakban. 1451-ben Warasow, 1459-ben Varazo néven említik. 1552-ben a török pusztítás folytán egy kis időre néptelenné válik, de 1556-ban ismét népes. Ettől kezdve a török időket elnéptelenedés nélkül vészeli át. Községcímer alak 1777-ben : Két csoroszlya balról jobbra fekszik vízszintese, a felsőnek felfelé, az alsónak lefelé áll az éle és érinti a hullámos földet. Felirata a felső csoroszlya fölött : VARASOL
A történelem során megmutatkozik 600 fős településünk lokálpatrióta szemlélete és magatartása abban, hogy egy emberként mozdult meg, amikor szükség volt azért, hogy ne legyen a legszegényebb település. Kétkezi munkánk által: 1871-ben a lakosság vállalta, hogy a románkori templomunk bővítéséhez Sirokból a helyszínre fuvarozza a követ; 1920-ban adományokból felépítették a Hősi emlékművet a világháborúban elesettek emlékére. 1998-ban az Önkormányzat felújította, és már a második világháborúban elesettek nevét is tartalmazza. Adományokból, társadalmi munkával felépítettük 1965-66-ban a római katolikus templomot. Egy adományozó segítségével önkormányzatunk megvásárolta községünk legöregebb lakóházát, amely még őrzi építészeti hagyományainkat, és ezt falumúzeummá alakítjuk.
A zsáktelepülés csendet, biztos kikapcsolódást nyújt az idelátogatóknak. az összefüggő erdőség a turisták, vadászok paradicsoma. A Váraszó-völgyben három hegyi tavacska van, amely szintén felüdülést biztosít.

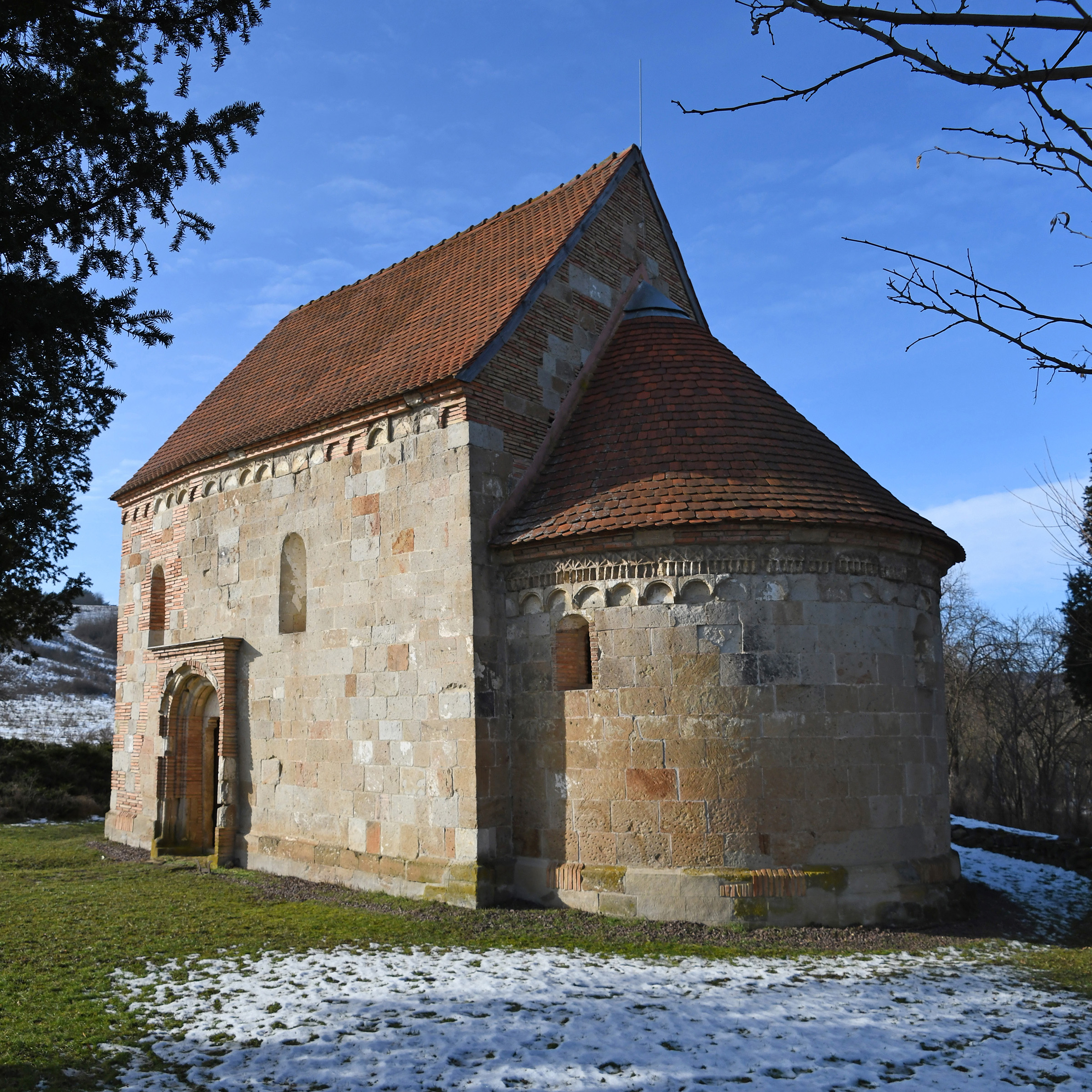
Váraszó Árpád-kori temploma kelet felől

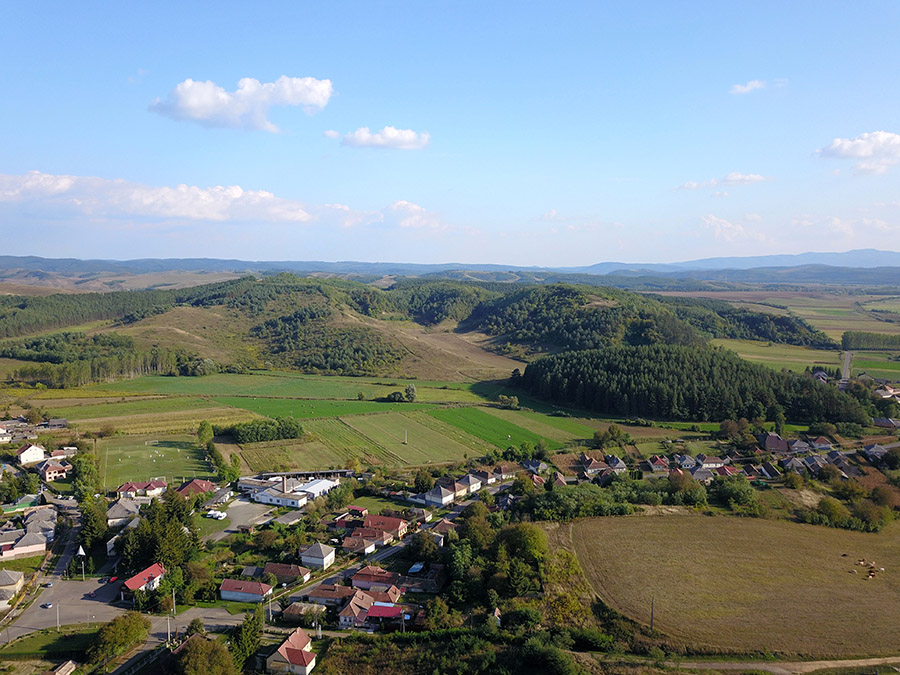
Váraszó, Heregvár, Kerekdomb - légi fotó

## Közélete

### Polgármesterei
| Polgármester | Polgármester      | Polgármester | Megjegyzés                           |
| ------------ | ----------------- | ------------ | ------------------------------------ |
| 1990–1994    | Pálfi István      | független    |                                      |
| 1994–1998    | Pálfi István      | független    |                                      |
| 1998–2002    | Szekeres Arzén    | független    |                                      |
| 2002–2006    | Szekeres Arzén    | független    |                                      |
| 2006–2010    | Pál István László | független    |                                      |
| 2010–2014    | Pál István László | Fidesz-KDNP  |                                      |
| 2014–2017    | Pál István László | Fidesz-KDNP  | hivataláról lemondott                |
| 2017–2019    | Vincze Ferenc     | független    | Időközi választás 2017. november 12. |
| 2019–2024    | Vincze Ferenc     | független    |                                      |
| 2024–        | Kovács Péter      | független    |                                      |

## Népesség
A település népességének változása:
| Lakosok száma | 476  | 474  | 469  | 460  | 466  | 478  | 468  |
|               | 2013 | 2014 | 2015 | 2021 | 2022 | 2023 | 2024 |

A 2011-es népszámlálás során a lakosok 96,8%-a magyarnak, 8,7% cigánynak, 0,4% németnek mondta magát (3,2% nem nyilatkozott; a kettős identitások miatt a végösszeg nagyobb lehet 100%-nál). A vallási megoszlás a következő volt: római katolikus 78,9%, református 1,5%, görögkatolikus 0,6%, felekezeten kívüli 7,7% (10,4% nem nyilatkozott).
2022-ben a lakosság 95,5%-a vallotta magát magyarnak, 16,7% cigánynak, 0,4% németnek, 0,2% szlováknak, 0,2% örménynek, 0,6% egyéb, nem hazai nemzetiségűnek (4,5% nem nyilatkozott; a kettős identitások miatt a végösszeg nagyobb lehet 100%-nál). Vallásuk szerint 61,4% volt római katolikus, 1,3% református, 0,4% görög katolikus, 0,2% evangélikus, 0,9% egyéb keresztény, 1,7% egyéb katolikus, 9,2% felekezeten kívüli (24,5% nem válaszolt).

## Nevezetességei
- Árpád-kori templom

A község közepén található templom román stílusú falrészleteiről, gótikus stílusú freskómaradványairól és különálló fa haranglábáról ismert. A félköríves szentélyű, kicsiny templom falán tölcsérbélletű ablakok nyílnak, és felül fogazott szalagból álló fríz fut körbe. Kör alakú kőfal kerítette, melynek mára már csak a maradványai láthatóak.
- Római katolikus templom

Az 1200-as évek elején építették, román stílusú falmaradványai ma is láthatók. Az 1960-as években helyreállították.
- Horgásztavak

Három horgásztó található a falu után elterülő völgyben, melyből az elsőben lehet napidíj fejében horgászni.

## Külső hivatkozások
- Váraszó közösségi portálja[halott link]
- Váraszó és környékének időjárása Archiválva 2020. augusztus 10-i dátummal a Wayback Machine-ben
- Váraszói szálláslehetőségek[halott link]